# Xenomycetes laversi
Xenomycetes laversi är en skalbaggsart som beskrevs av Hatch 1962. Xenomycetes laversi ingår i släktet Xenomycetes och familjen svampbaggar. Inga underarter finns listade i Catalogue of Life.